# Willibald-Gymnasium
Das Willibald-Gymnasium (kurz: WG) ist ein Gymnasium in Eichstätt. Namenspatron der Schule ist der heilige Willibald, der ab 740 in Eichstätt lebte.

## Namensgebung
Bis 1965 hieß die Schule „Gymnasium mit Oberrealschule“, seit 1965 dann „Willibald-Gymnasium“, nach dem Bischöflichen Priesterseminar Collegium Willibaldinum, aus dem sie hervorgegangen war.

## Geschichte

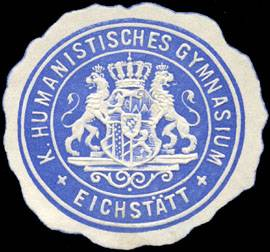
Siegelmarke des Königlich Humanistischen Gymnasiums Eichstätt

Die Wurzeln des Gymnasiums reichen bis in die Zeit der Karolinger zurück. Mitte des 8. Jahrhunderts rief der Bistumsgründer Willibald eine Klosterschule ins Leben (ca. 740). Im 11. Jahrhundert war die Schule bereits eine Domschule geworden. Nach diesem 400-jährigen Aufstieg folgte ein ebenso langer Abstieg, der zum Ende der Domschule führte. 1564 errichtete Bischof Martin von Schaumberg an ihrer Stelle das „Collegium Willibaldinum“. Wie viele andere Schulen in Europa zu dieser Zeit wurde die Schule im Jahr 1614 den Jesuiten übertragen. Sie errichteten ein neues Schulhaus, das spätere „Kasiono-Gebäude“ am Jesuitenplatz, dem heutigen Leonrodplatz. Mit der Aufhebung des Jesuitenordens (1773) ging diese sehr erfolgreiche Schulepoche Eichstätts zu Ende.
Die nächsten Jahre blieb die Schule in bischöflicher Hand und war Studienschule bzw. Bürgerschule. Nach der Säkularisation unterstand die Schule 1803 bis 1805 der Kurfürstlich-salzburgischen Herrschaft und ab 1806 der Königlich-Bayerischen Herrschaft. 1816 wurde die sechs- bis achtkursige Königliche Studienschule zur vierkursigen Königlichen Lateinschule abgewertet und erst nach vielen Eingaben der Stadt und des Bischofs bei der königlichen Regierung 1839 zur Königlichen Studienanstalt aufgewertet und erweitert.
Ab diesem Zeitpunkt spricht man von einem humanistischen Gymnasium. Seit 1842 war der ehemalige Domherrnhof der Herren von Ulm-Erbach („Ulmer Hof“) das Hauptgebäude der Schule. Als weitere Gebäudetrakte wurden seit 1897 die Aula am Graben als Turnhalle (mit später angebautem Musik- und Zeichensaal) und seit 1952 die ehemalige Standortverwaltung für die Klassen der Oberrealschule (ab 1965 mathematisch-naturwissenschaftliches Gymnasium) genutzt.
Nach dem Zweiten Weltkrieg stiegen die Schülerzahlen auf über 800 an.
1965 benannte sich das Gymnasium nach seinem Begründer Willibald. 1968 führte die Schule den neusprachlichen Zweig ein (anstelle von Altgriechisch tritt Französisch als Fremdsprache).
Auf die bereits 1970 begonnenen Planungen für ein Schulzentrum Schottenau (mit neuem Gymnasialgebäude) und den Baubeginn im Mai 1975 erfolgte zum Schuljahr 1977/1978 die Fertigstellung. Gebaut wurde nach den Plänen von Eberhard Schunck und Gerhart Teutsch, die den bayernoffenen Wettbewerb gewannen. Der Kostenaufwand für den Neubau des Gymnasiums belief sich auf 20,3 Millionen Mark. Die bisherigen Gymnasialeinrichtungen wurden von der Katholischen Universität Eichstätt übernommen.
Im Jahr 2015 wurde die Innensanierung der Schule abgeschlossen, bei der das Gymnasium technisch neu ausgestattet wurde. Am 9. März 2015 feierte die Schule 50 Jahre Namensgebung „Willibald-Gymnasium“. Anschließend wurden bis 2019 die Pausenhöfe und die Außenanlagen saniert und erneuert.

## Die Schule heute

### Ausbildungsrichtungen
- Im sprachlichen Zweig des Gymnasiums kann zwischen Latein-Englisch-Französisch und Englisch-Latein-Französisch gewählt werden, seit 2009 auch Englisch-Französisch-Spanisch. Spanisch kann auch als spätbeginnende Fremdsprache ab der 10. Klasse gewählt werden.
- Im naturwissenschaftlich-technologischen Zweig kann zwischen Englisch-Latein und Englisch-Französisch gewählt werden.
- Im sozialwissenschaftlichen Zweig kann zwischen Englisch-Latein und Englisch-Französisch gewählt werden.

### Sonstige Angebote
Im Rahmen der freiwilligen Streicherklasse besteht für Fünft- und Sechstklässler die Möglichkeit, ein Streichinstrument ihrer Wahl (Geige, Bratsche, Cello oder Kontrabass) zu erlernen.
Es gibt freiwillige bilinguale Kurse in englischer Sprache im Fach Geographie für die Klassen 6, 7 und 10 sowie im Fach Geschichte für die Klassen 8 und 9.

### Austauschpartner

#### Frankreich
Vom Schuljahr 1982/1983 bis 2007/2008 führte das Willibald-Gymnasium einen Schüleraustausch mit dem Collège Louis Aragon in Torcy östlich von Paris durch und begann dann ein Austauschprogramm mit dem Collège Les Vieilles Vignes in Cozes (Region Poitou-Charentes, in der Nähe der Atlantikküste). Derzeit besteht ein Schüleraustausch mit dem Collège Buvignier in Verdun sowie dem Collège François Rabelais in Montpellier.

#### Großbritannien
Seit dem Schuljahr 2016/2017 gibt es einen Schüleraustausch mit der Caistor Grammar School in Lincoln (Lincolnshire).

#### Spanien
Das Instituto de Educación Secundaria José Marín in Veléz-Rubio im Naturpark Sierra de María-Los Vélez, einem Partner-Naturpark des Naturpark Altmühltals, ist ein weiterer schulischer Austauschpartner.

#### Litauen
Seit 1992 findet regelmäßig ein Schüleraustausch mit dem Jesuiten-Gymnasium in Kaunas (Litauen) statt.

#### Zschopau
Seit 1990 besteht Kontakt zwischen dem Schulchor und dem Jugendchor des Gymnasiums Zschopau in Sachsen mit regelmäßigen gegenseitigen Besuchen und Konzerten.

## Bekannte Lehrer und Schüler

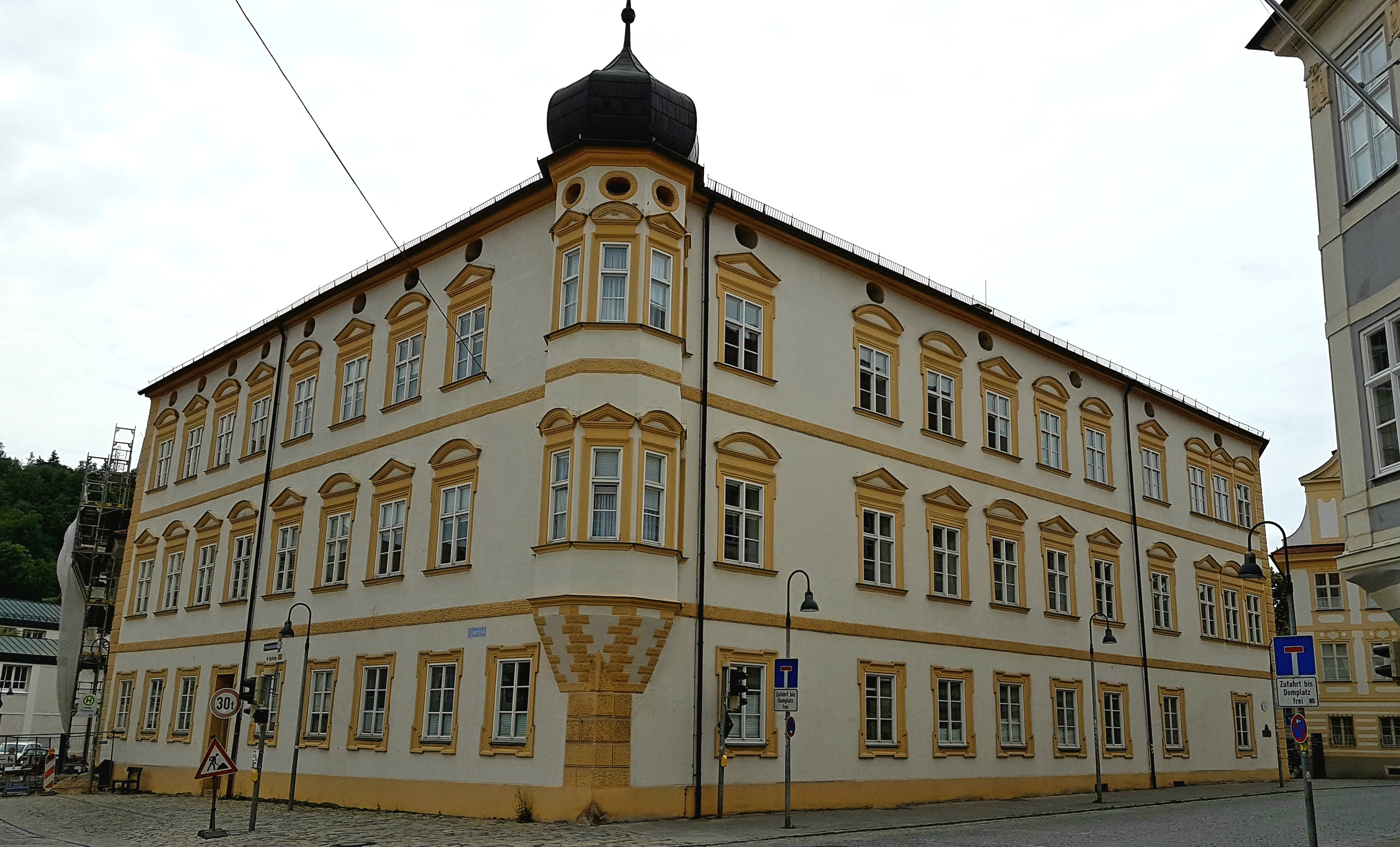
1842–1977: Kgl. Humanistisches Gymnasium – Willibald-Gymnasium. Jetzt Standort der Theologischen Fakultät der Universität

### Schulleiter
- 1845–1862: Sebastian Mutzl sen. (1797–1863)
- 1862–1866: Johann Baptist Reger
- 1866–1891: Joseph Rott (* 1821; † 1897)[9]
- 1892–1902: Georg von Orterer (* 1849; † 1916)
- 1902–1908: Franz Xaver Pfluegl
- 1908–1921: Sebastian Englert (* 1854; † 1933)
- 1921–1926: Joseph Menrad
- 1926–1937: Gotthard Brunner
- 1937–1945: Michael Bacherler
- 1945–1946: Heinrich Brand, Kommissarischer Schulleiter
- 1950–1953: Max Ludwig Wolff (* 1. März 1888; † 30. November 1957)
- 1953–1971: Hans Kunz
- 1971–1984: Helmut Hroß (* 1930; † 2019)
- 1984–1988: Ulrich Gößwein
- 1988–2004: Albert Lell
- 2004–2014: Gerhard Miehling
- Seit 2014: Claus Schredl

### Bekannte Lehrer
- Konrad Kögler (* 1941), Altphilologe und Heimatforscher
- Michael Hemmer (* 1962), Geographie (1992–1994), Universitätsprofessor für das Fach Didaktik der Geographie an der Westfälischen Wilhelms-Universität Münster[10]
- Jean-Pol Martin (* 1943), Französisch (1980–2009), Professor für Didaktik der französischen Sprache und Literatur an der Katholischen Universität Eichstätt-Ingolstadt (1980–2008)

### Bekannte Absolventen
- Heinrich Arnold (* 1971), Manager
- Richard Auer (* 1965), Krimiautor und Journalist
- Alois Bauer, Künstler (Malerei)
- Max Biechele (1839–1922), Apotheker und Sachbuchautor
- Reinhard Brandl (* 1977), Bundestagsabgeordneter CSU
- Alois Braun (* 1960), Politiker (CSU), Mitglied des Bayerischen Landtags
- Markus Buchheit (* 1983), Politiker (AfD), Mitglied des Europäischen Parlaments seit 2019[11]
- Matthias Ehrenfried (1871–1948), Priester, Bischof von Würzburg
- Sebastian Englert (Geburtsname Franz Anton Englert; 1888–1969), Kapuzinermönch, Missionar auf den Osterinseln
- Martin Grabmann (1875–1949), Priester, Theologe, Philosoph und Mittelalterhistoriker
- Gregor Maria Hanke (* 1954), Bischof von Eichstätt
- Konrad Held, Journalist und Stadtheimatpfleger Eichstätt
- Josef Kraus (* 1949), Präsident des Deutschen Lehrerverbandes
- Franz Leopold von Leonrod (1827–1905), Priester und Bischof von Eichstätt
- Ludwig Mecklinger (1919–1994), DDR-Gesundheitsminister, Arbeits- und Gesundheitsminister von Sachsen-Anhalt, Professor für Militärmedizin
- Hans Mendl (* 1960), Inhaber des Lehrstuhls für Religionspädagogik und Didaktik des Religionsunterrichts an der Katholisch-Theologischen Fakultät der Universität Passau[12]
- Rupert Mutzl (eigentlich Heinrich Mutzl; 1834–1896), Abt der Benediktinerabtei Scheyern
- Sebastian Mutzl jun. (1831–1917), katholischer Geistlicher und Kunstsammler
- Thomas Obermeier (* 1964), ehemaliger Bayerischer Landtagsabgeordneter, CSU
- Michael Paulwitz (* 1965), Historiker und Journalist
- Thomas Paulwitz (* 1973), Chefredakteur der Deutschen Sprachwelt
- Joseph Conrad Pfahler (1826–1887), katholischer Theologe und Reichstagsabgeordneter
- Konrad Regler (1931–2012), Ministerialrat und Landrat
- Richard Reindl, Professor für Soziale Arbeit an der Technischen Hochschule Nürnberg Georg Simon Ohm[13]
- Karl Röttel (1939–2020), Grenzsteinforscher und -sanierer, Autor (mathematik-)geschichtlicher Werke, Vorsitzender der Natur- und Kulturwissenschaftlichen Gesellschaft in Mittelbayern (NKG)[14]
- Albert Schmidt (1951–2024), Bundestagsabgeordneter und verkehrspolitischer Sprecher der Grünen
- Oscar Schneider (1927–2024), Bundesminister für Städtebau und Wohnungswesen
- Peter Schnell (1935–2024), Landtagsabgeordneter und Oberbürgermeister der Stadt Ingolstadt
- Georg Wohlmuth (1865–1952), BVP-Politiker und Gegner des Nationalsozialismus

## Schülerorganisationen

### Schülermitverantwortung
Die SMV besteht aus drei Schülersprechern, die jährlich durch die gesamte Schülerschaft gewählt werden, sowie weiteren Mitgliedern (Klassensprechern) aus allen Jahrgangsstufen. Sie fungiert als Bindeglied zwischen Schülern und Lehrern sowie der Schulleitung. Sie organisiert verschiedene Veranstaltungen, wie beispielsweise die SMV-Skifahrt, die Faschingsrevue, die Rosenaktion am Valentinstag oder das Gartenfest als Höhepunkt am Ende des Schuljahres.

### SchülerzeitungDurchblick
Durchblick Online ist die Nachfolgerin der bis 2016 im Druck erschienenen Schülerzeitung des Willibald-Gymnasiums. Mit zahlreichen Auszeichnungen versehen blickt sie auf eine Historie von mehr als 40 Jahren zurück. Sie wurde im April 1978 mit Unterstützung des Lehrers Hans Drechsler gegründet. Die fünfte Ausgabe wurde vom Kultusministerium zur besten Schülerzeitung Bayerns gekürt. 1983 erschienen, nach einer internen Krise, der vorläufig letzte „Durchblick“ (Nr. 15). Jüngere Schüler gaben stattdessen den „Junior Durchblick“ heraus. Ab dem 20. „Durchblick“ verschwand der Zusatz „Junior“ wieder aus dem Namen der Zeitung, da sich ab dieser Ausgabe wieder Redakteure aller Jahrgangsstufen beteiligten. Im Juli 1986 konnte die Redaktion mit einer 100 Seiten dicken 25. Ausgabe ihr Jubiläum feiern. Die 36. Ausgabe wurde als zweitbeste Schülerzeitung Bayerns ausgezeichnet. 1997 erhielt der „Durchblick“ Nr. 48 im neu ausgeschriebenen Spiegel-Wettbewerb den dritten Platz der Kategorie Layout/Gestaltung. 2016 erschien mit der 67. Ausgabe die letzte Printausgabe.

### Arbeitsgemeinschaften
Es bestehen weitere verschiedene kreative, musikalische und sportliche Zusatzangebote in Form von Arbeitsgemeinschaften (Theater- und Musical-AG, Chöre, Orchester, Big Band, Tennis, Handball, Basketball, Volleyball, Schach, Medien-AG, Mechanik-AG, 3D-Druck).

### Ehemalige ArbeitsgemeinschaftenSchulradioundAmateurfunk
- Im Schuljahr 1999/2000 wurde die AG Schulradio des Willibald-Gymnasiums gegründet. Jährlich wurden etwa fünf bis sechs Sendungen von maximal zehn Minuten in Form eines reinen Wortradios (Interviews und Berichte) zusammengestellt und während des Unterrichts zu festen Terminen über die schuleigene Sprechanlage in alle Klassenzimmer gesendet. Außerdem veröffentlichte das Schulradio die Schulkonzerte sowie einen Jahresüberblick in Form selbst hergestellter CDs. Mitarbeiter professioneller Sender (Bayerischen Rundfunk) konnten als Referenten zur Fortbildung der teilnehmenden Schüler gewonnen werden. Im Jahr 2003 wurde die AG Schulradio als eine von 30 Projektgruppen zum ersten bayerischen Schülerkongress des Kultusministeriums nach Nürnberg eingeladen und konnte dort ihre Arbeit einem breiten Publikum vorstellen.

- Die Anfänge der AG Amateurfunk und der Schulfunkstation reichen zurück in das Jahr 1979, als ein einjähriger Versuchslehrgang von zwei lizenzierten Funkern eingeleitet wurde. Erfolge in der Anfangszeit des Kurses waren Funkkontakte mit dem Amerikaner Owen Kay Garriott, der mit dem Spacelab die Erde umkreiste, sowie mit den Astronauten Ernst Messerschmid und Reinhard Furrer, die an der D1-Mission teilnahmen. Nach einem kurzzeitigen Stillstand der Tätigkeit folgte die Wiederbelebung der AG, so dass im Jahr 1993 die Astronauten Ulrich Walter und Ulf Merbold, die sich zur Ausführung der D2-Mission in der Columbia befanden, kontaktiert werden konnten. Ein Höhepunkt der AG Amateurfunk war der Funkkontakt zur Raumstation Mir im Januar 1996. In den folgenden Jahren fand eine Spezialisierung auf Satellitenfunk statt. Seit der Jahrtausendwende ist ein Mangel an Kursteilnehmern festzustellen.

## Sonstiges
- Der Didaktiker Jean-Pol Martin hat die Methode Lernen durch Lehren (LdL) von 1980 bis 2009 an dieser Schule entwickelt und von hier aus weltweit verbreitet[17].

- Die Vereinigung der Freunde des Willibald-Gymnasiums e. V. mit derzeit 360 Mitgliedern wurde 1971 ins Leben gerufen.[18]
- Das Willibald-Gymnasium engagiert sich gemeinsam mit der Caritas und dem Bistum Eichstätt für den Sozialfonds Nachbar in Not und organisiert außerdem jedes Jahr eine Weihnachtsaktion für einen wohltätigen Zweck.[19]